# Takashi Yoshikawa
Pour les articles homonymes, voir Yoshikawa (homonymie).
Takashi Yoshikawa est un joueur de hockey sur gazon japonais évoluant au poste de gardien de but à Gifu Asahi Club et avec l'équipe nationale japonaise.

## Biographie
Takashi est né le 29 novembre 1994 à Maibara.

## Carrière
Il a fait partie de équipe nationale en juillet 2021 pour concourir aux Jeux olympiques d'été de 2020 à Tokyo.

## Palmarès
- : 1er aux Jeux asiatiques en 2018[2]
- : 2e au Champions Trophy d'Asie en 2021